# Jesús Ferrer

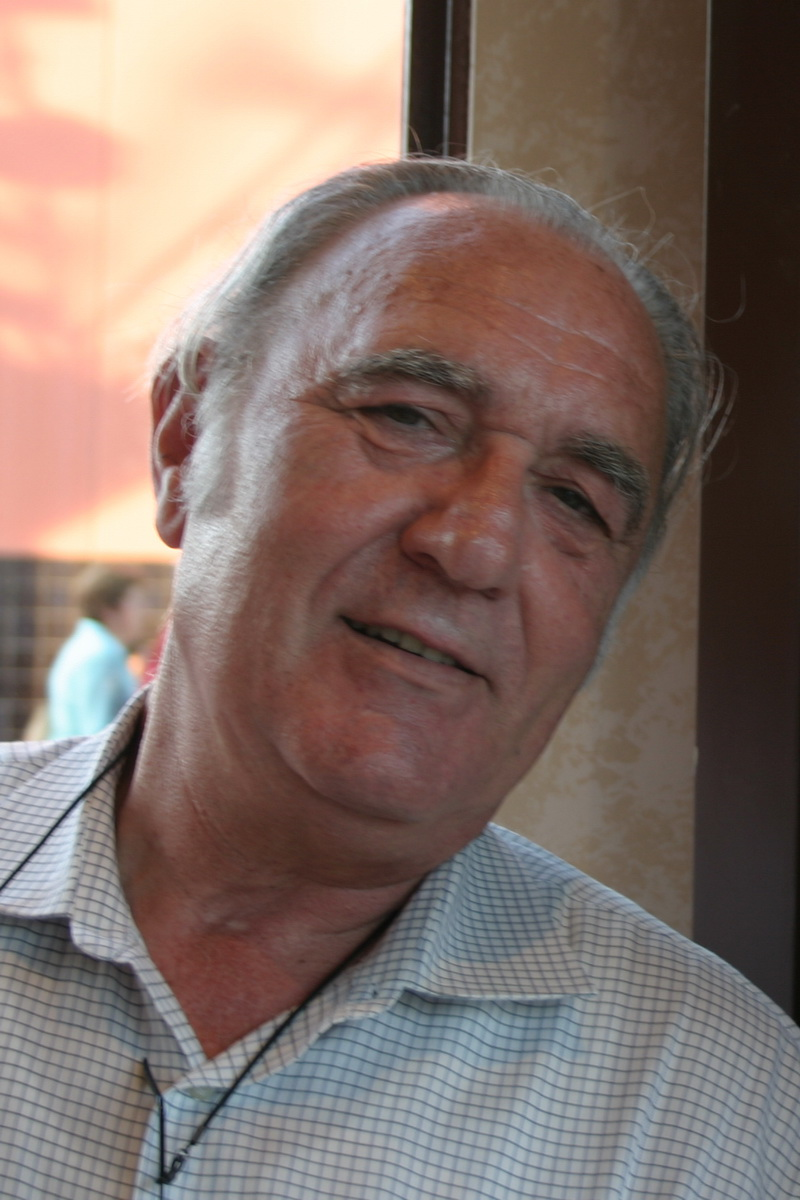
Jesús Ferrer (2005)

Jesús Ferrer Baza (* 28. März 1941 in Barcelona; † 7. November 2011 ebenda) war ein spanischer Synchronsprecher und Schauspieler.

## Leben
Ferrer war einer der bestimmenden Synchronsprecher Spaniens für Katalanische Sprachversionen von Spielfilmen und lieh u. a. Harrison Ford, Clint Eastwood, Marlon Brando, Clark Gable und Humphrey Bogart seine Stimme. Daneben war er als Schauspieler für das spanische und das katalanische Fernsehen (vor allem für TV3), vor allem in Serienparts, und gelegentlich als Filmschauspieler aktiv. Mit seiner markanten Stimme war er auch immer wieder in Werbespots zu hören.

## Filmografie (Auswahl)
- 1981: Estudio 1 (Fernsehserie, 2 Folgen)
- 2010: 'L'edèn (Fernsehfilm)